# Galonki (Rosja)
Galonki (ros. Галёнки) – wieś (ros. село, trb. sieło) w Rosji, w Kraju Nadmorskim, w rejonie oktiabrskim. W 2010 roku liczyła 4279 mieszkańców.